# Wedge Tomb von Ballycroum

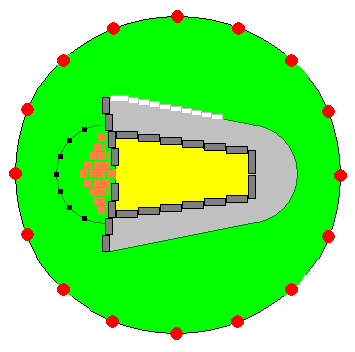
Schema eines Wedge Tombs

Das Wedge Tomb von Ballycroum (auch Tobergrania, irisch Tobar Ghráinne, „Gráinnes Brunnen“ genannt) liegt im Townland Ballycroum (irisch An Baile Crom) bei Aylevaun bzw. Feakle im County Clare in Irland. Wedge Tombs (deutsch „Keilgraber“, früher auch wedge-shaped gallery grave genannt) sind doppelwandige, ganglose, mehrheitlich ungegliederte Megalithanlagen der späten Jungsteinzeit und der frühen Bronzezeit und neben Court Tombs, Portal Tombs und Passage Tombs typisch für die Westhälfte Irlands.
Das gut erhaltene Wedge Tomb ist auch ein heiliger Brunnen (irisch Tober Gráinne). Die Außenmauern sind immer noch vom umgebenden Moor bedeckt. Die keilförmige Galerie liegt innen einen Meter unter dem Boden. Zwei überlappende Decksteine – voller Münzen und Opfergaben – bedecken die mit einem Schwellenstein verschlossene Galerie. Zwei Steine an der Vorderseite der Galerie bilden Anten.
Etwa 20 Meter von Tobar Gráinne und im Tal und Townland gibt es weitere zerstörte Gräber und Hügel.